# Eliurus tanala
Eliurus tanala är en däggdjursart som beskrevs av Major 1896. Eliurus tanala ingår i släktet Eliurus och familjen Nesomyidae. IUCN kategoriserar arten globalt som livskraftig. Inga underarter finns listade i Catalogue of Life.
Vuxna exemplar är 140 till 159 mm långa (huvud och bål), har en 152 till 194 mm lång svans och väger 66 till 98 g. På ovansidan har pälsen en mörkbrun till mörk gråbrun färg och undersidan är täckt av vit päls. Några gråa fläckar kan finnas på buken. Gränsen mellan den mörka ovansidan och den vita undersidan är tydlig. På svansens främre del förekommer smala och glest fördelade svarta hår. Fram till spetsen blir håren längre och tätare och de bildar så en tofs. Tofsens spets har en vit färg. Djurets fingra och tår är vita och andra delar av händer och fötter har en grå färg.
Denna gnagare förekommer på östra Madagaskar. Den vistas i regioner som ligger 410 till 1625 meter över havet. Habitatet utgörs av fuktiga skogar. Eliurus tanala lever där i undervegetationen av gräs, bambu och ormbunkar. Per kull föds upp till fyra ungar.
Individerna äter främst frön från växtsläktet Canarium och från andra växter. Dessutom ingår frukter och troligen insekter i födan. Fortplantningen sker främst under regntiden och de flesta ungar föds i november eller december. Eliurus tanala är nattaktiv.